# Przegroda międzykomorowa

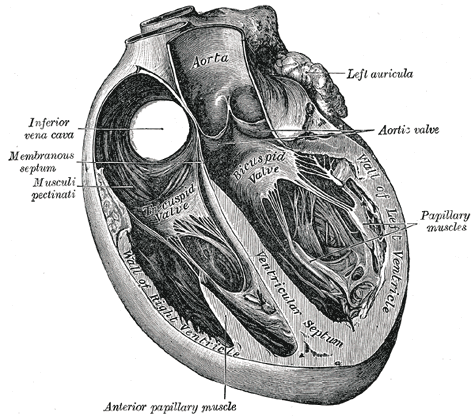
Ilustracja ukazująca m.in. przegrodę międzykomorową (ventricular septum)

Przegroda międzykomorowa (łac. septum interventriculare) – część serca oddzielająca komorę prawą od lewej. Stanowi ścianę przyśrodkową obu komór serca.

## Ptaki
U ptaków często na przegrodzie międzykomorowej można odnaleźć ślady zastawki żaglowej prawej, co świadczy o ich pokrewieństwie z gadami.

## Ssaki
Ssaki różnią się budową przegrody międzykomorowej. Niekiedy dzieli się ona na część mięśniową i błoniastą, niekiedy zaś występuje jedynie część mięśniowa, sięgająca aż do aorty. Część błoniasta może być zbudowana z tkanki łącznej sprężystej, jak u człowieka, może obejmować chrząstkę, jak u psa, a nawet kość, jak u byka.

### Człowiek
U człowieka przegroda serca przybiera kształt trójkątnej blaszki, rozciągając się od podstawy serca do jego koniuszka. Lewą swą powierzchnią zwróconą jest ku dołowi i do tyłu, prawą natomiast przeciwnie – do przodu i do góry. Powierzchnie te nie różnią się z uwagi na znaczną wypukłość przegrody od strony komory prawej, odpowiadającej wklęsłości po stronie lewej komory, lepiej rozwiniętej u człowieka. Przegroda ta nie ma budowy jednolitej, ale można w niej wyróżnić dwie odmienne części. Większą część stanowi część mięśniowa (pars muscularis). Tworzy ją tkanka mięśniowa budująca komory serca. Włókien pochodzących z komory lewej i prawej nie można od siebie w prosty sposób oddzielić. Największą grubość osiąga ona w dolnej swej części, jest to 1,0–1,5 cm. Gdzie indziej przegroda jest mniej gruba. Część błoniasta (pars membranacea), zwana również w źródłach anglojęzycznych „bezbronną” (ang. undefended space) jest znacznie mniejsza i lokuje się w górnej części przegrody międzykomorowej, poniżej zastawki aorty, najczęściej między płatkami tylnym i prawym, przyjmując kształt owalny czy okrągławy, wydłużony w kierunku przednio-tylnym, a niekiedy trójkątny z podstawą skierowaną ku dołowi. Można podzielić ją na część górną, tworzącą właściwie przegrodę przedsionkowo-komorową, jako że sąsiadującą z przedsionkiem prawym, i dolną. Nie ma tam tkanki mięśniowej, zamiast niej znajduje się tam tkanka łączna sprężysta, którą z obu stron pokrywa wsierdzie. Wielkość jej nie jest stała, powierzchnia zazwyczaj jest mniejsza od 1 cm². Grubość zawiera się między 1 a 1,5 mm. Do części błoniastej czepia się płatek przegrodowy zastawki trójdzielnej. W lewej komorze widać granicę pomiędzy częścią mięśniową i błoniastą przegrody w postaci fałdzika (limbus marginalis) o łukowatym przebiegu.
Człowiek patrzący na serce od zewnątrz dostrzeże w miejscu przegrody tylko bruzdy międzykomorową przednią czy też tylną.
Skurcz dotyczy części mięśniowej przegrody międzykomorowej. Grubieje ona wtedy, kurcząc się. Bruzdy międzykomorowe przednia i tylna zbliżają się wtedy jedna do drugiej.
Formowanie przegrody międzykomorowej u człowieka zaczyna się w okolicach 35. dnia życia płodu (koniec 5. tygodnia), a kończy się około 49. dnia. W początkowej fazie życia płodowego istnieje jedynie zatoka żylna (sinus venosus), jeden przedsionek serca, jedna komora i bulbus cordis. W procesie powstawania komory zachodzi wiele innych procesów, jak rozdzielanie się początkowo wspólnej komory na lewą i prawą.